# BBCニュース・オンライン
BBCニュース・オンライン (BBC News Online) は、イギリスの公共放送局である英国放送協会（以下、BBC）がインターネットを通して提供しているニュースサイト。BBCニュースのオンライン版と位置づけられている。

## 概要

2019年から2022年の旧ロゴ.

1997年11月に開始され、英国における最も著名なニュースサイトとなっている。毎日1500万人がサイトを訪れている。多くのニュースには、ニュース動画や音声が付されている。部分的にではあるが、32もの言語に対応している。重大ニュース発生時は平時より生配信されているBBCワールドサービスのラジオ音声に加え、実況形式によるテキスト記事の更新が行われる他、英国外からのアクセスについては通常本ウェブサイト上では視聴する事が出来ないBBC News Channel、またはBBCワールドニュースの報道特別番組の一部の同時放送などから最新の情報を得られる環境が整えられている。
また、スマートフォン向けアプリやFacebook、TwitterなどのSNSを通じてニュースを発信している。
2019年10月、中華人民共和国、ベトナムなどBBCニュースの閲覧を規制、制限している国から閲覧できるように、Torネットワーク経由で閲覧できるサイトを開設した。

## 日本語対応
2015年2月頃よりBBC News Japan名義で日本語によるBBCニュースの記事や動画をTwitter及びYouTubeにて配信をスタート。同年10月に日本語版ウェブサイトをオープンした。このウェブサイトではBBCニュースが英語にて配信したニュースの内、国際問題やビジネス関連の話題を中心に記事を厳選した上で、当日内に日本語に翻訳されて配信される。
これに先立ち、2015年6月頃、BBCの求人サイトにおいて、日本語翻訳を担当する人材を募集していた。